# فینینیو (بازیکن فوتبال)
فینینیو بازیکن فوتبال اهل برزیل است 